# Marija Wladimirowna Muchortowa
Marija Wladimirowna Muchortowa (russisch Мария Владимировна Мухортова; * 20. November 1985 in Leningrad) ist eine russische Eiskunstläuferin.
Muchortowa begann im Alter von vier Jahren mit dem Eiskunstlaufen. Zu diesem Zeitpunkt lebte sie mit ihren Eltern in Lipezk. Sie kehrte jedoch in ihre Geburtsstadt St. Petersburg zurück, um dort zu trainieren. Ihr erster Partner war Jegor Golowkin.
Ihr nächster Partner war der spätere Juniorenweltmeister Pawel Lebedew (mit Natalia Schestakowa), mit dem sie bei Juniorenweltmeisterschaften zwei Mal den vierten Rang belegen konnte.
Nach der Saison 2002/03 fand ein Partnertausch statt. Muchortowa lief nun mit Maxim Trankow und Lebedew mit Schestakowa. Schon im folgenden Jahr gewannen Muchortowa/Trankow die Bronzemedaille bei den Juniorenweltmeisterschaften und 2005 wurde das Paar Juniorenweltmeister.
Nach dieser Saison wechselten sie den Trainer und gingen von Nikolai Welikow zu Tamara Moskwina. Schon im August desselben Jahres wechselten sie nach einem Streit mit Moskwina den Trainer und trainierten fortan bei deren Assistenten und Doppelolympiasieger Artur Dmitrijew (1992 mit Natalja Mischkutjonok & 1998 mit Oxana Kasakowa), bevor sie im Dezember 2006 zu Oleg Wassiljew (Olympiasieger mit Partnerin Jelena Walowa) gingen. Muchortowa und Trankow starten für St. Petersburg Skating School, St. Petersburg.
Bei den russischen Meisterschaften 2006 wurde das Paar Dritter, durfte aber nicht an internationalen Meisterschaften teilnehmen, da das russische Top-Paar, die amtierenden Weltmeister Tatjana Totmjanina und Maxim Marinin verletzungsbedingt nicht teilnehmen konnten. Erst nach deren Olympiasieg und dem folgenden Rücktritt besetzen Muchortowa/Trankow den dritten russischen Startplatz bei den Weltmeisterschaften, wo sie den 12. Rang belegten.
2007 wurden Muchortowa/Trankow erstmals russischen Meister, konnten jedoch aufgrund einer Verletzung Muchortowas nicht an den Europameisterschaften teilnehmen. Bei den Weltmeisterschaften verbesserten sie sich im Vergleich zum Vorjahr um einen Platz und wurden 11.
In der darauffolgenden Saison wurden sie bei den russischen Meisterschaften von Yuko Kawaguti und Alexander Smirnow besiegt, gewannen jedoch bei den Europameisterschaften die Silbermedaille hinter den Deutschen Aljona Savchenko / Robin Szolkowy und vor ihren Landsleuten Kawaguchi / Smirnow. Bei den Weltmeisterschaften belegten Muchortowa und Trankow den 7. Rang, wobei sie ihre Kür unterbrechen mussten, da Maxim Trankow Probleme mit der Blutzirkulation in seinem rechten Arm hatte.
Bei Skate America, dem Auftakt der Saison 2008/09, führten Muchortowa und Trankow nach einem fehlerfreien Kurzprogramm überraschend auch vor den deutschen Weltmeistern Savchenko / Szolkowy. Nach einer verpatzten Kür mit drei Stürzen wurden sie am Ende jedoch lediglich Dritte. Ähnlich erging es ihnen auch bei der Europameisterschaft, denn auch hier führten sie vor dem deutschen Duo und ihren russischen Landsleuten Kawaguchi / Smirnow, rutschen jedoch wieder auf den dritten Platz ab.

## Erfolge
(wenn nicht anders erwähnt mit Maxim Trankow)
| Wettbewerb/Wintersaison            | 01-02 | 02-03 | 03-04 | 04-05 | 05-06 | 06-07 | 07-08 | 08-09 |
| ---------------------------------- | ----- | ----- | ----- | ----- | ----- | ----- | ----- | ----- |
| Olympische Winterspiele            | -     | -     | -     | -     | -     | -     | -     | -     |
| Weltmeisterschaften                | -     | -     | -     | -     | 12.   | 11.   | 7.    |       |
| Europameisterschaften              | -     | -     | -     | -     | -     | -     | 2.    | 3.    |
| Juniorenweltmeisterschaften        | 4.*   | 4.*   | 3.    | 1.    | -     | -     | -     | -     |
| Russische Meisterschaften          | -     | 5.*   | -     | -     | 3.    | 1.    | 2.    | 2.    |
| Russische Junioren-Meisterschaften | 3.*   | -     | 1.    | -     | -     | -     | -     | -     |
| Skate America                      | -     | -     | -     | -     | -     | 5.    | -     | 3.    |
| Trophée Eric Bompard               | -     | -     | -     | -     | -     | -     | 3.    | 2.    |
| Skate Canada                       | -     | -     | -     | -     | 7.    | -     | -     | -     |
| Cup of Russia                      | -     | -     | -     | 6.    | 4.    | 7.    | 4.    | -     |
| ISU-Grand-Prix-Finale              | -     | -     | -     | -     | -     | -     | -     | 6.    |

Legende: * mit Pawel Lebedew